# Уайтинг, Барбара
Барбара Уайтинг-Смит (англ. Barbara Whiting Smith; 19 мая 1931, Лос-Анджелес, Калифорния — 9 июня 2004, Понтиак, Мичиган) — актриса кино, радио и телевидения, популярная в 1940-е и 1950-е годы. 

## Биография
Барбара Уайтинг родилась 19 мая 1931 года в Лос-Анджелесе в семье Элинор и Ричарда А. Уайтингов. К тому моменту у родителей уже подрастала Маргарет Уайтинг. Девочка росла в окружении элиты индустрии, поскольку её отец был довольно популярным композитором. Ричард скончался, когда Барбаре было только шесть лет. В это же время её старшая сестра Маргарет уже блистает на сцене с хитами «That Ole Black Magic» и «My Ideal».
В возрасте четырнадцати лет, Барбара была замечена режиссёром Джорджем Ситоном, который писал сценарий для фильма «Маленькая Мисс». Он случайно увидел её на улице, когда приехал в Вествуд к своим друзьям. Барбра была приглашена в фильм на роль Фуффи Аддамс. Таким образом она заключила контракт со студией 20th Century Fox. Когда «Маленькую Мисс» начали ставить на радио в 1952 году Барбара продолжила участвовать в актёрском составе вплоть до окончания постановки в 1954 году, но на этот раз в роли Джуди Грейвс. Следующим фильмом в её карьере стала картина режиссёра Отто Премингера «Лето столетия дня независимости» 1946 года. Далее Барбара появится ещё в семи полнометражных картинах. 
В перерывах между своими ролями в кино Барбара также играла на сцене и на телевидении. В 1955 году она вместе со своей сестрой снялась в шоу «Девочки Уайтинга», которая вышла в эфир как летняя замена сериалу «Я люблю Люси». 
В 1959 году она вышла замуж за Гейла Смита, который был занят в рекламном бизнесе. В браке у них родился сын Ричард. После свадьбы Барбара приняла решение оставить карьеру и посвятить себя семье.
2 февраля 1960 года Барбара Была удостоена звезды на Голливудской «Аллее славы».
Скончалась актриса от рака в возрасте 73 лет 9 июня 2004 года в Понтиаке, Мичиган.

## Избранная фильмография
- 1945 — «Маленькая Мисс» — Фуффи Адамс
- 1946 — «Лето столетия дня независимости» — Сюзанна Роджерс
- 1946 — «Милое домашнее убийство» — Джо-Элла Холбрук
- 1947 — «Карнавал в Коста-Рике» — Мария Молина
- 1949 — «Город за рекой» — Энни Кейн
- 1951 — «Я могу достать это вам по оптовой цене» — Эллен Купер
- 1952 — «Осторожней, моя милая» — Рут Уильямс
- 1952 — «Радуга на моих плечах» — Сьюзи Миллиган
- 1953 — «Покорить Ла-Манш» — Сьюзи Хиггинс
- 1955 — «Парижские безумства 1956 года» — Барбара Уолтон